# Кошчян
Ко̀шчян (на полски: Kościan; на немски: Kosten) е град в Централна Полша, Великополско войводство. Административен център е на Кошчянски окръг, както и на селската Кошчянска община, без да е част от нея. Самият град е обособен в самостоятелна община с площ 8,79 км2.

## География
Градът се намира в историческия регион Великополша. Разположен е на 41 километра югозападно от Познан и на 31 километра североизточно от Лешно.

## История
За пръв път селището е споменато през 1242 година в документ на бенедиктинския манастир в Любин.
В периода (1975 – 1998) градът е част от Лешчинското войводство.

## Население
Населението на града възлиза на 23 907 души (2017 г.). Гъстотата е 2720 души/км2.

## Личности
Родени в града:
- Феликс Стам – полски боксов треньор
- Бартош Юрецки – полски хандбалист, национал
- Михал Юрецки – полски хандбалист, национал
- Томаш Новак – полски футболист, национал
- Кристиан Клеха – полски мотоциклетист
- Зофия Новаковска – полска певица

## Градове партньори
- Алцай, Германия
- Вернсхаузен, Германия
- Krimpen aan den IJssel, Нидерландия
- Nederlek, Нидерландия
- Истра, Русия
- Раковник, Чехия

## Фотогалерия
- Църква
- Църква „Св. Дух“
- Панорамен изглед